# Матвєєв Євген Семенович
Євген Семенович Матвєєв (8 березня 1922, с. Новоукраїнка, Херсонська область, Українська РСР — 1 червня 2003, Москва, Росія) — радянський актор, кінорежисер. Народний артист СРСР (1974). Лауреат Державної премії Росії (1974), СРСР (1977).

## Біографія
Батьки — Семен Калинович Матвєєв та Надія Федорівна Коваленко. Навчався місті Олешки де вперше побачив виставу, після чого театр став його єдиною мрією. Євген Семенович брав участь в самодіяльності, де виступав як фокусник, танцюрист, співак. Після закінчення дев'ятого класу Євген Семенович поїхав на навчання до Херсону. В херсонському театрі Євген Матвєєв брав участь в масових сценах, грав невеликі ролі. Під час виконання ролі музиканта у виставі («Безталанна») на Євгена Семеновича звернув увагу Микола Черкасов. Він порекомендував Євгену Семеновичу їхати до Києва на навчання до Олександра Довженко.
Навчався у кіноакторській школі при Київській кіностудії (1940–1941). Працював у Малому театрі (1952–1968).
Знімався у фільмах: «Доброго ранку», «Шукачі», «Піднята цілина», «Рідна кров» та ін., поставив стрічки: «Любов земна», «Доля» тощо. Зіграв Василя Гулявіна в українській кінокартині «Лють» (1965), співавтор сценарію і виконавець ролі Будулая у стрічці «Циган» (1969).
Поставив в Україні фільм «Поштовий роман» (1969), де зіграв Ковшова.
Похований на Новодівочому кладовищі.

## Фільмографія

### Акторська діяльність
- 1955 — Доброго ранку — Судьбінін Сергій Миколайович
- 1955 — Дорога — Гриша
- 1956 — Шукачі — Андрій Лобанов
- 1957 — Дім, в якому я живу — Костянтин Давидов
- 1958 — Вісімнадцятий рік — Іван Лукич Сорокін
- 1958 — Справа «строкатих» — Лобанов
- 1958 — Піднята цілина — Макар Нагульнов
- 1959 — Лоша — Трохим
- 1960 — Воскресіння — Нехлюдов
- 1963 — Рідна кров — Федотов
- 1964 — Мати і мачуха — Микола Васильович Кругляков
- 1965 — Перша Бастилія — Потапов
- 1965 — Лють — Василь Гулявін
- 1967 — Циган — Будулай
- 1968 — Крах — Павловський
- 1969 — Поштовий роман — Ковшов
- 1970 — Ті, що зберегли вогонь — Іван Клявін
- 1970 — Спорт, спорт, спорт
- 1971 — І був вечір, і був ранок… — Ярцев
- 1972 — Сибірячка — Добротін
- 1972 — Смертний ворог — Арсеній Клюквін
- 1972 — Приборкання вогню — директор заводу
- 1973–1974 — Високе звання — Шаповалов
- 1974 — Любов земна — Захар Дерюгин
- 1977 — Солдати свободи — Л. І. Брежнєв
- 1977 — Доля — Захар Дерюгин
- 1977 — Фронт за лінією фронту — секретар обкому Семиренко
- 1978 — Омелян Пугачов — Омелян Пугачов
- 1979 — Особливо важливе завдання — Кирилов
- 1981 — Фронт в тилу ворога — Семиренко
- 1984 — Перемога — Карпов
- 1986 — Час синів
- 1986 — Заповіт
- 1988 — Батьки — тесть
- 1989 — Чаша терпіння — Мєдніков
- 1990 — Клан — Л. І. Брежнєв
- 1990 — Місце вбивці вакантне... — Книш
- 1992 — Доброї ночі! — Пал Палич
- 1995 — Любити по-російськи — Валерьян Петрович Мухін
- 1996 — Любити по-російськи-2 — Мухін
- 1999 — Любити по-російськи-3: Губернатор — Мухін

### Режисерські роботи
- 1967 — Циган
- 1969 — Поштовий роман
- 1972 — Смертний ворог
- 1974 — Любов земна
- 1977 — Доля
- 1979 — Особливо важливе завдання
- 1981 — Скажені гроші
- 1985 — Перемога
- 1986 — Час синів
- 1989 — Чаша терпіння
- 1995 — Любити по-російськи
- 1997 — Любити по-російськи-2
- 1999 — Любити по-російськи-3: Губернатор

### Автор сценарію
- 1974 — Любов земна
- 1977 — Доля
- 1981 — Скажені гроші
- 1985 — Перемога